# Bezzia hondurensis
Bezzia hondurensis är en tvåvingeart som beskrevs av Gustavo R. Spinelli och Wirth 1990. Bezzia hondurensis ingår i släktet Bezzia och familjen svidknott.
Artens utbredningsområde är Honduras. Inga underarter finns listade i Catalogue of Life.